# Eupolymnia capensis
Eupolymnia capensis är en ringmaskart som först beskrevs av McIntosh 1924.  Eupolymnia capensis ingår i släktet Eupolymnia och familjen Terebellidae. Inga underarter finns listade i Catalogue of Life.